# María Mazás
María Mazás Lata (La Coruña, España; 9 de agosto de 1960 - 5 de octubre de 2017), conocida como María Mazás, fue una artista plástica, pintora, escultora, poeta, diseñadora de sombreros y bailarina.

## Biografía
Creadora y artista, María Mazás proviene del mundo de la danza clásica contemporánea. Empezó su carrera profesional siendo bailarina, pero en 1987 cambió su rumbo creativo y empezó a dedicarse a la sombrerería. María Mazás fue una artista autodidacta que se definió a partir de una constante investigación. Tras pasar tres años en Alemania, investigando sobre su nueva profesión, se instaló en Barcelona en 1991, aunque siempre desarrolló su trabajo a caballo entre ambos lugares. Trabajó para el mundo de la moda y el estilismo en pasarelas internacionales, así como también participó en diversos montajes teatrales y en más de treinta exposiciones en ciudades como Friburgo, Roma, Venecia y París. En su trabajo como diseñadora de sombreros se ha destacado la original utilización de materiales tanto clásicos como totalmente innovadores.
Tras 17 años de dedicación a la sombrerería como arte, María Mazás retomó su carrera como pintora, inspirada en la tradición japonesa de la caligrafía y la pintura sumi-e, que combinó con su interés por la pintura expresionista para desarrollar una obra de profunda espiritualidad. Trabajó también collages y escultura.